# أليكس فوربس
أليكس فوربس (بالإنجليزية: Alex Forbes)‏ (21 يناير 1925 بدندي في المملكة المتحدة - 28 يوليو 2014 بدندي في المملكة المتحدة) هو مدرب كرة قدم ولاعب هوكي الجليد ولاعب كرة قدم بريطاني (وحمل سابقاً جنسية المملكة المتحدة لبريطانيا العظمى وأيرلندا) في مركز جناح ‏. شارك مع منتخب اسكتلندا لكرة القدم. أما مع النوادي، فقد لعب مع شيفيلد يونايتد ونادي أرسنال ونادي فولهام ونادي ليتون أورينت وDundee North End F.C. ‏.

## مسيرته الكروية
لعب أليكس فوربس خلال مسيرته الاحترافية مع 4 أندية في ثلاثة عشر موسمًا وسجل خلالها 26 هدفًا ضمن 290 مباراة. حيث فاز في موسم واحد بالكأس وفي موسمين بالدوري.
خاض أليكس فوربس مسيرته مع نادي شيفيلد يونايتد في موسم 1946–47 ولمدة موسمين، مشاركًا في 61 مباراة سجل خلالها 6 أهداف. ثم انتقل إلى نادي أرسنال في موسم 1947–48 ليلعب معه تسعة مواسم، حيث شارك في 217 مباراة سجل خلالها 20 هدف. لينتقل بعدها إلى نادي ليتون أورينت في موسم 1956–57 لمدة موسم واحد، مشاركًا في 8 مباريات ولم يسجل أي هدف. ثم انتقل إلى نادي فولهام في موسم 1957–58 لمدة موسم واحد، مشاركًا في 4 مباريات ولم يسجل أي هدف أيضًا.

## وصلات خارجية
- أليكس فوربس على موقع قاعدة بيانات كرة القدم.إي يو (الإنجليزية)
- أليكس فوربس على موقع ناشيونال فوتبول تيمز (الإنجليزية)
- أليكس فوربس على موقع عالم كرة القدم.نت (الإنجليزية)